# Ghandhara Nissan
Koordinaten: 24° 50′ 59″ N, 67° 18′ 45″ O
Das Unternehmen Ghandhara Nissan Limited (kurz GNL oder GHNL) ist ein Automobil- und Nutzfahrzeughersteller mit Unternehmenssitz in Karatschi, Pakistan. GNL hat eine technische Kooperationsvereinbarung mit Nissan und ist ein Joint Venture mit Nissan Diesel, um Personenkraftwagen, Nutzfahrzeuge und Lastwagen herzustellen.

## Geschichte
Das Unternehmen wurde 1981 gegründet und wird seit 1992 an der Börse in Karatschi gelistet.
Die Produktionsstätten befinden sich Port Qasim.
Im Jahr 1985 wurde mit der Produktion von Nissan-Lastwagen und -Bussen begonnen. Für die Pkw-Produktion dieser Marke werden unterschiedliche Angaben nachgewiesen: von 1996 (oder 1997) bis 1999 (oder 2004) und von 2007 bis 2009. Seither lag die Pkw-Produktion brach.
Während entsprechende Gespräche mit dem französischen Hersteller Renault Ende 2017 ausgesetzt wurden, wird eine Produktion des Datsun Go anvisiert.

## Modelle
Zwischen 1996 und 2004 stellte GNL 2573 Exemplare des Nissan Sunny her. Anschließend (oder bereits ab 2002) wurde bis 2015 der Land Rover Defender montiert. Ab 2005 wurde der Daewoo Matiz unter dem Namen Chevrolet Exclusive montiert.
Ebenso wurden Lastwagen der Marke Dongfeng produziert.
Im Jahr 2017 schloss GNL ein Joint Venture mit JAC Motors, um das leichte Nutzfahrzeug X200 herzustellen.